# Скотт, Бон
Бон Скотт (англ. Bon Scott, полное имя — Роналд Белфорд Скотт (англ. Ronald Belford Scott); 9 июля 1946, Форфар, Шотландия — 19 февраля 1980, Лондон, Англия) — австралийский рок-музыкант и автор песен, прославившийся в качестве вокалиста и фронтмена австралийской рок-группы AC/DC.
Занимает 1-е место в списке «100 величайших фронтменов всех времён» по версии британского журнала Classic Rock, составленном в 2004 году.

## Биография
Бон Скотт родился в госпитале города Форфар, первые годы жизни провёл в Кирримьюр (Шотландия). В 1952 году семья Скотта эмигрировала из Великобритании в Австралию. До 1956 года семья жила в Мельбурне, затем переехала во Фримантл, где Бон обучился игре на барабанах и волынке в составе местного оркестра, в котором играл его отец. Постоянные конфликты с начальством привели к тому, что Бон ушёл из школы уже в 15-летнем возрасте. За различные нарушения (среди них дача ложной фамилии и адреса полиции, побег из-под наблюдения, незаконные сношения и кража 50 литров топлива) Скотт был доставлен в приёмный пункт Фримантлской тюрьмы, а также провёл 9 месяцев в воспитательном учреждении для несовершеннолетних. Некоторое время Скотт служил в австралийских вооруженных силах, однако был уволен из-за плохой социальной интеграции.
Первая группа с участием Бона Скотта называлась The Spektors, в которой он играл на барабанах и был одним из вокалистов. В 1967 году Скотт стал вторым лидер-вокалистом группы The Valentines (первым был Винс Лавгроув). The Valentines записали несколько песен, написанных Джорджем Янгом из группы The Easybeats. Одна из них — «Every Day I Have To Cry» — попала в пятерку лучших местного хит-парада. Будучи членом The Valentines, Скотт одним из первых австралийских рок-музыкантов был арестован за хранение марихуаны. Позже Скотт переехал в Аделаиду, где вступил в группу Fraternity, игравшую блюз-рок. После переезда в Сидней группа записала альбомы «Livestock» и «Flaming Galah», а в 1971 г. ездила с гастролями по Европе. В этом же году Скотт познакомился со своей будущей женой Айрин Торнтон.
В 1973 году, после возвращения из турне по Англии, Скотт попал в аварию на мотоцикле и пролежал в коме несколько месяцев, вследствие чего деятельность Fraternity прервалась. Скотт перешёл в группу под названием Peter Head’s Mount Lofty Rangers. Тем временем группа Fraternity собралась вновь, заменив Скотта новым вокалистом Джимми Барнсом.
В 1974 году, работая шофёром в Аделаиде, Скотт впервые встретился с членами группы AC/DC. В основе группы были Ангус и Малькольм Янг, младшие братья его давнего приятеля Джорджа Янга. Скотту понравились энергия и стремление группы, а молодые члены AC/DC были в свою очередь заворожены опытным Скоттом. После того, как лидер-вокалист AC/DC Дэйв Эванс был уволен, на его место пришёл Бон Скотт. По выражению журнала «Maxim», Скотт обладал злобным фальцетом. Журналист издания Rolling Stone Билли Альтман (англ. Billy Altman) так описывал его вокал: «Скотт выплёвывает свой голос в раздражающе-агрессивной манере».
В 2002 г., давая интервью австралийской радиостанции Triple J, Ангус Янг отметил, что Скотт был гораздо старше остальных членов группы. Самого юного из них, Ангуса, Скотт наставлял: «Никогда не повторяй того, что я делаю!»
С появлением Скотта AC/DC быстро изменила свой глэм-роковый стиль на упрощённый, без лишних примесей рок-н-ролла. В 1975 году группа записала свой дебютный LP «High Voltage». Скотт был соавтором песен It’s a Long Way to the Top, T.N.T., High Voltage, Highway to Hell и других.

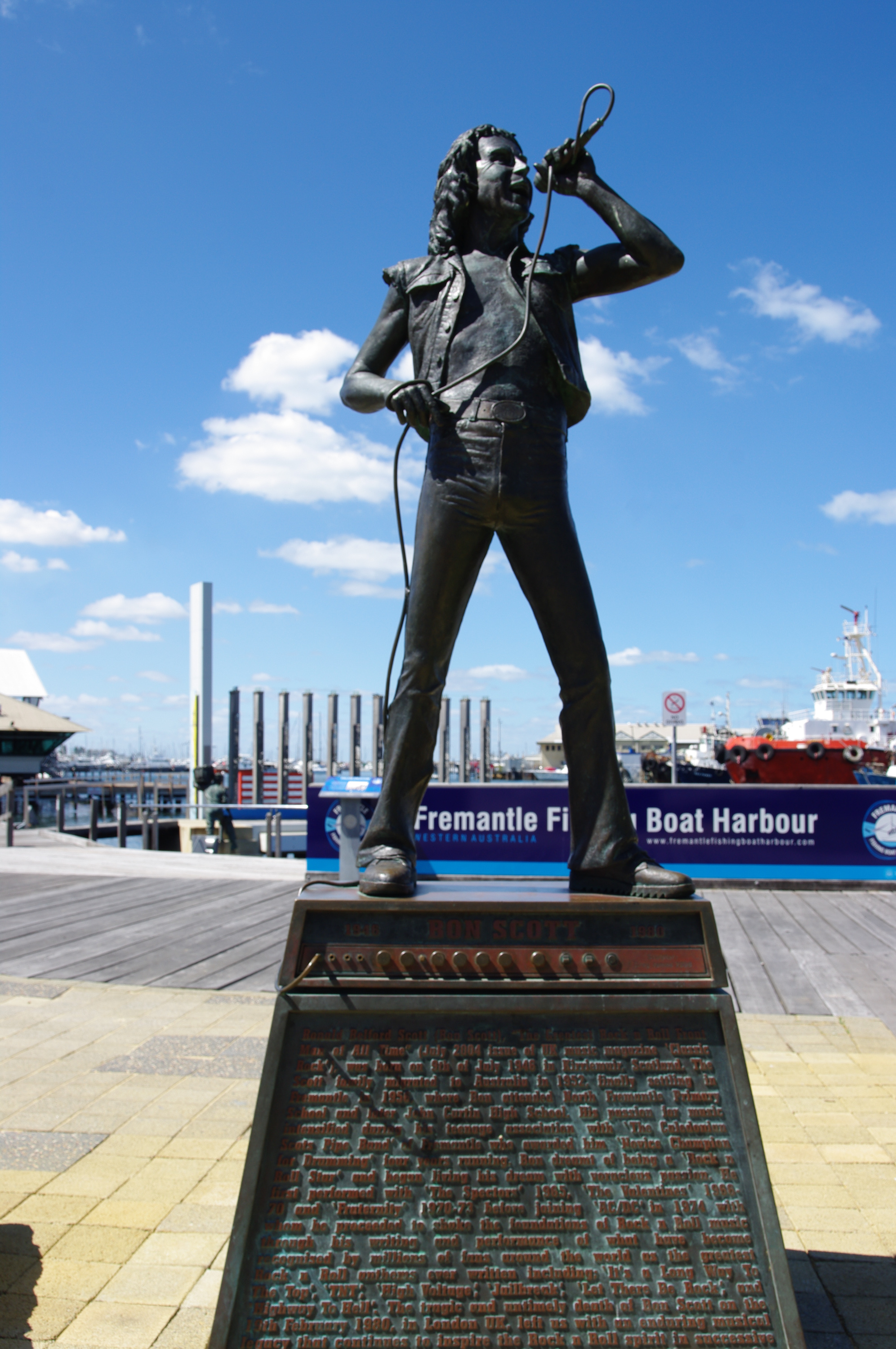
Статуя Бона Скотта. Fisherman’s Wharf, Фримантл, Западная Австралия

Во главе AC/DC Скотт проявил себя, по некоторым оценкам, как самый харизматический вокалист из всех, которых когда-либо видела Австралия. Его мужественный и в то же время обаятельный образ притягивал внимание зрителей как женского, так и мужского пола. Скотт, однако, был также известен своим пристрастием к алкоголю, которое впоследствии привело к трагедии. Однажды, после обильной пьянки в Лондонском Кэмден-тауне, в клубе The Music Machine, Скотт отключился в автомобиле приятеля и был оставлен там отсыпаться. На следующее утро, 19 февраля 1980 года, Скотт был обнаружен мёртвым в автомобиле своего знакомого Алистера Киннера. Ему было 33 года. Как было отмечено в свидетельстве о смерти, кончина была вызвана острым алкогольным отравлением и механической асфиксией, то есть он захлебнулся рвотными массами — «смерть в результате несчастного случая». Вскрытие Бона 22 февраля показало, что в его желудке оставалось с полбутылки виски. Тело Скотта было переправлено в Австралию, где его похоронили на частной церемонии.
Похоронен на Фримантлском кладбище (Западная Австралия).

## Память
После смерти Скотта AC/DC даже рассматривали вариант прекращения деятельности группы. Но вскоре в группу пришёл вокалист Брайан Джонсон, с которым был записан альбом «Back in Black». В память о Скотте его обложка была сделана полностью чёрной.
В 2003 году Бон Скотт посмертно введён в Зал славы рок-н-ролла. Могила Скотта является местом паломничества тысяч поклонников. В 2006 году его могила вошла в список мест, охраняемых австралийским Фондом национального наследия. В июле 2006 года, накануне 60-летия музыканта, могильную плиту украли. В 2008 году в Фримантле (Австралия) открыта статуя Бона Скотта (скульптор Грег Джеймс, Австралия). В 2017 году была опубликована книга автора Джесса Финка о Боне Скотте «Bon: The Last Highway — The Untold Story Of Bon Scott And AC/DC’s Back In Black».